# Kurija Špigelski
Kurija Špigelski je zgrada u mjestu i gradu, Samobor. Zaštićeno je kulturno dobro.

## Opis
Kurija se nalazi u okviru bloka kojeg određuju Livadićeva i Obrtnička ulica, na uskoj izduljenoj parceli koja je očuvala tradicionalnu organizaciju. Položena je u smjeru pružanja parcele, južnim zabatnim pročeljem orijentirana na Livadićevu ulicu. Građena je kao samostojeća jednokatnica, pravokutna tlocrta s visokim baroknim krovištem i lomljenim zabatima. Troprostorna je u obje etaže, a duž zapadnog pročelja u prizemlju i katu proteže se karakterističan arkadni trijem. Kurija je jedna je od malobrojnih, cjelovito očuvanih zidanih baroknih kurija iz XVIII. stoljeća u samoborskom kraju. Osim gabarita i pročeljne artikulacije, ima izvorni prostorni koncept kao i svodne te stropne konstrukcije.

## Zaštita
Pod oznakom Z-4736 zavedena je kao nepokretno kulturno dobro - pojedinačno, pravna statusa zaštićena kulturnog dobra, klasificirano kao "profana graditeljska baština".